# Хорватський національний опір
Хорватський національний опір, ХНО (хорв. Hrvatski narodni odpor, HNO) — терористична хорватська усташівська емігрантська організація, яка намагалася розвалити Югославію і заснувати самостійну Хорватію в дусі прагнень вождя усташів Анте Павелича та ідеології Міле Будака.  Утворена в 1955 р. втікачем Максом Лубуричем, колишнім усташівським управителем концтабору часів Другої світової війни Ясеноваць, перш ніж його вбили югославські органи держбезпеки УДБА.

## Діяльність і позиція
ХНО брав активну участь у рекеті, замахах на вбивство, здирствах, викраденнях транспортних засобів, бомбовому тероризмі та інших насильницьких злочинах. Доки організацією керував Лубурич, Опір підтримував зв'язки з нацистськими об'єднаннями ветеранів війни в Німеччині та Іспанії. Був у близьких відносинах з ветеранами іспанської Блакитної дивізії. Після смерті Лубурича його наступники на керівному посту організації налагодили злочинні зв'язки організації з «Коза Нострою», Тимчасовою ірландською республіканською армією та хорватською мафією в Сан-Педро (портовий район Лос-Анджелеса, США). ХНО також колись діяла в Сполучених Штатах, а її цілями були югославські туристичні агентства і дипломатичні установи.  Організація тоді заявляла, що:
|  | Розглядаємо югославізм і Югославію як найбільше і єдине зло, що породило нинішнє лихо [...] Тому ми розцінюємо кожну пряму або непряму допомогу Югославії як зраду хорватського народу [...] Югославію потрібно розвалити — чи то з допомогою росіян, чи американців, комуністів, «некомуністів» чи антикомуністів — з допомогою будь-кого, хто ладен розвалити Югославію: розвалити діалектикою слова або динамітом — але розвалити за всяку ціну, адже, якщо якась держава й не має права на існування, то це тільки й виключно Югославія. |

Відповідно до такого бачення Лубурич аж до своєї смерті в 1969 р. обстоював ідею примирення усташів та хорватських комуністів. Ідею замирення між хорватськими націоналістами та комуністами перейняв у 1990-х рр. від Лубурича і Туджман.
За терористичну діяльність організацію було заборонено в Німеччині, а її функціонування являло щось середнє між діяльністю законних емігрантських організацій та підпільним бандитським світом. Її провідники спробували дистанціюватися від організації діянь так званих відступників, які викрадали літаки на міжнародних рейсах і відбували строки ув'язнення за здирництво. ХНО почала сповідувати радикальну націоналістичну ідеологію, яка лише незначною мірою відрізнялася від ідеології усташів. Так, ця організація причетна до декількох терористичних актів проти Югославії, серед яких було вбивство членом ХНО Міро Барешичем югославського посла в Стокгольмі Владимира Роловича, вибух бомби у белградському кінотеатрі, терористична операція в Країні під час «хорватської весни» та закладення бомби в літак національної авіакомпанії СФРЮ «ЯТ» у 1972 р. Найрезонанснішим терористичним нападом Опору було захоплення 10 вересня 1976 р. американського пасажирського літака компанії TVA на лінії Чикаго—Нью-Йорк п'ятьма викрадачами на чолі зі Звонком Бушичем.
Організація видавала свій власний журнал Drina (Дрина). Існувала до 1991 року.